# Meyronne (ruisseau)
Pour les articles homonymes, voir Meyronne et Meyronnes.
La Meyronne est un ruisseau du département français du Var, dans la région Provence-Alpes-Côte d'Azur, prenant sa source à l’ouest de Seillons-Source-d’Argens, et se jetant dans le fleuve l'Argens à l'est du même village.

## Hydronymie
La mention la plus ancienne de ce cours d'eau est Matrona Xe siècle, issu du gaulois "Déesse Mère des sources",. cf. la Marne (rivière).

## Géographie
La source temporaire de la Meyronne, dont les crues peuvent être violentes, jaillit dans une vasque à 290 m d'altitude  au pied de l'escarpement du plateau de Sigon, extrémité sud du plateau des Selves, au contact des dolomies du Jurassique supérieur et des argiles vindoboniennes.

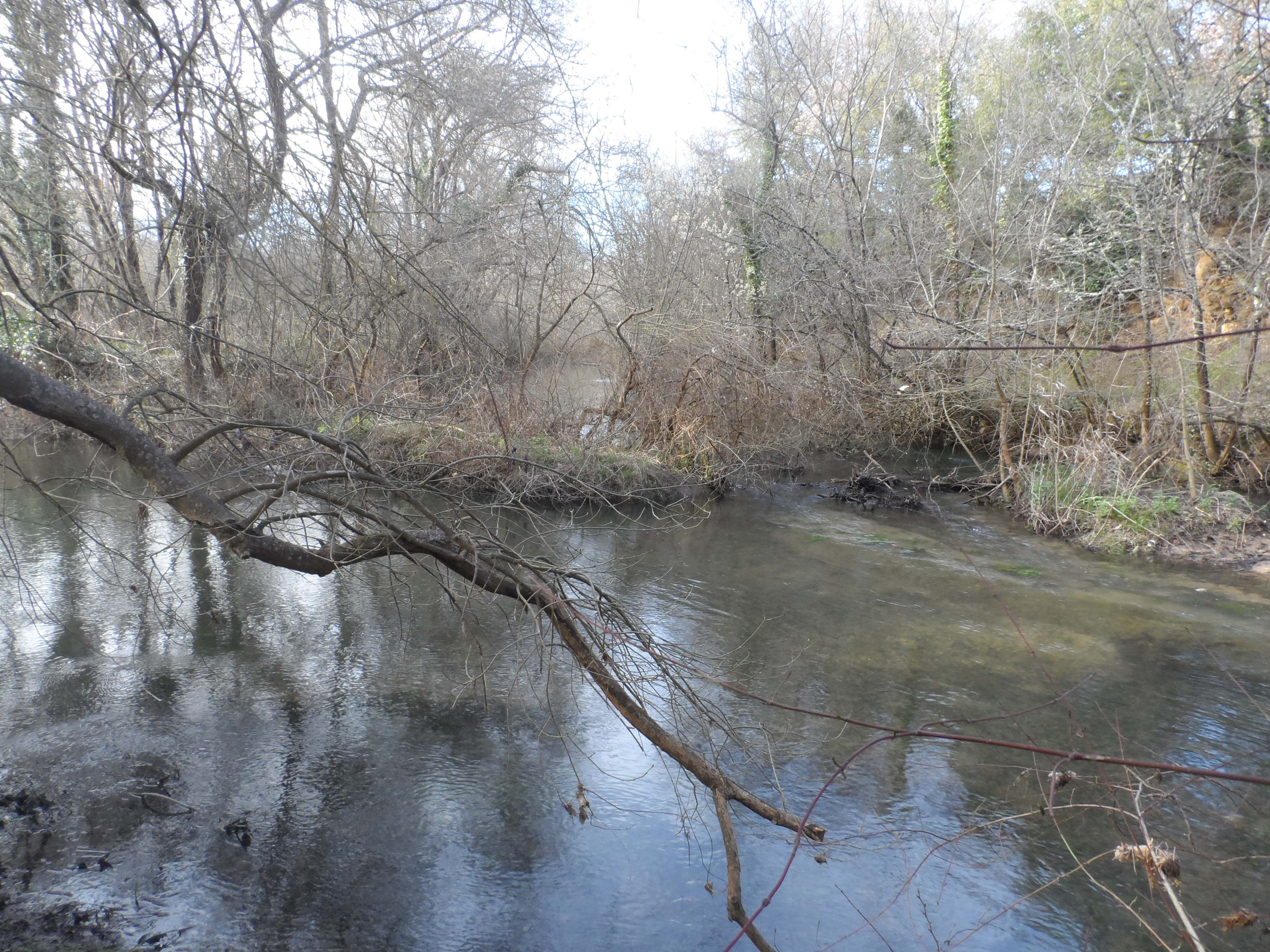
L'Argens, venant du fond de l'image, reçoit sur sa droite la Meyronne.

Sortant du bois dès sa source, la Meyronne serpente au milieu des vignes sur à peine 1 km, puis traverse la butte de Seillons par de courtes gorges et entre, après le pont du Jonquier (D 560), dans une zone de paluns, anciens marécages désormais asséchés, au pied du village de Seillons, où elle va rejoindre l’Argens.
La longueur de son cours est de 5,6 kilomètres.

### Communes et cantons traversés
Depuis sa source jusqu’au lieu-dit les Prés Neufs, la Meyronne forme sur 5 km la limite entre les communes de Seillons-Source-d’Argens et de Saint-Maximin-la-Sainte-Baume. Les 600 derniers mètres de son cours se trouvent sur la commune de Seillons-Source-d’Argens.
La totalité de son cours est située sur le canton de Saint-Maximin-la-Sainte-Baume.

### Bassin versant
La Meyronne traverse une seule zone hydrographique, « L'Argens de sa source au Caurob inclus » (Y500), de 220 km2 de superficie.

### Organisme gestionnaire
Le Syndicat mixte de l’Argens (SMA) a été créé le 3 octobre 2014, et il remplace désormais les anciens organismes gestionnaires. Il a pour compétences l’entretien, la gestion, l’aménagement des cours d’eau et la prévention des inondations dans le bassin de l’Argens, ainsi que la restauration des milieux. Il regroupe soixante-quatorze communes et huit intercommunalités, et est chargé de mettre en œuvre l’ensemble du programme d’action de prévention des inondations (PAPI complet) de l'Argens et des Côtiers de l'Esterel,,.

## Affluents
La Meyronne a deux affluents référencés :
- le ruisseau des Fontaines (rd[note 1]), 5,8 km, sur la seule commune de Saint-Maximin-la-Sainte-Baume,
- le vallat de la Grave (rg), 3,1 km, sur la seule commune de Seillons-Source-d’Argens.

### Rang de Strahler
Son rang de Strahler est donc de deux.